# Магията
„Магията“ е българска телевизионна новела (битова драма) от 1986 година по сценарий и режисура на Николай Акимов. Оператор е Денолюб Николов, а музиката във филма е композирана от Данаил Георгиев. Художник – Сотир Гелев.

## Актьорски състав
| Изпълнител       | Роля                          |
| ---------------- | ----------------------------- |
| Катя Динева      | бабата, съпругата на бай Илия |
| Петър Слабаков   | бай Илия                      |
| Калин Караджоров | момчето                       |
| Михаил Мутафов   | лекарят                       |